# 陳大受
陳大受（？—1751年），字占咸，湖南祁阳人。清朝官員。
雍正十一年（1733年）进士，選庶吉士，乾隆元年（1736年）散館，授翰林院编修，次年超擢，五遷至吏部侍郎。乾隆十一年（1746年）加太子少保，調任福建巡撫。乾隆十二年（1747年）任兵部尚書。乾隆十三年（1748年），進協辦大學士、軍機處行走。乾隆十四年（1749年）加太子太傅。乾隆十五年（1750年）出任兩廣總督，次年卒于任上。賜祭葬，諡文肃。有《陈文肃奏议》。有子陳輝祖、陳嚴祖。

## 延伸阅读
[在维基数据编辑]
 《清史稿/卷314》
 《清史稿/卷307》，出自趙爾巽《清史稿》